# Sprachen Benins
Die über 53 nationalen Sprachen Benins gehören zur Sprachfamilie der Niger-Kongo-Sprachen, fast alle davon zur Sprachgruppe der Volta-Kongo-Sprachen – nur das Fulfulde im Norden zählt zu den Westatlantischen Sprachen.
Die einzige Amtssprache jedoch ist das Französische, das erst durch die französischen Kolonialherren eingeführt wurde. Die mit 50 Prozent am weitesten Verkehrssprache ist jedoch die Kwa-Sprache Fongbe, die im gesamten Süden als Mutter- oder Zweitsprache gesprochen wird, daneben ist im Süden auch Ewe – ebenfalls zur Sprachgruppe Kwa zugehörig – verbreitet. Im Norden sind die voltaischen Gur-Sprachen Gurma, Lama und Atakora verbreitet, im Osten die West-Benue-Kongo-Sprache Yoruba, im Nordosten zudem das zu den Ost-Benue-Kongo zählende Kambari.

## Offizielle Sprache
Die einzige offizielle Sprache ist dennoch weiterhin die Sprache Französisch, obwohl sie nur von  8,8 % der Bevölkerung gesprochen wird – vor allem in der Stadt. Das Prestige dieser Sprache als Amtssprache, einzige zugelassene Sprache der Medien sowie als Kommunikationsmittel zwischen den verschiedenen Völkern erhöht die Zahl der Sprecher vor allem im urbanen Milieu. Das Französische ist die einzige zugelassene Unterrichtssprache in der Grundschule.
Eine Varietät des Französischen bezeichnet als français d'Afrique hat sich in den Straßen und Märkten von Cotonou entwickelt. Es handelt sich um ein fast argotisches Sprechen.

## Nationale Sprachen
Die nationalen Sprachen sind das Fongbe, das Yoruba, das Bariba, das Adja, das Goun und das Ayizo-Gbe sowie mehr als vierzig weitere Sprachen und Idiome. Das Fongbe ist die nationale Sprache, die am häufigsten gesprochen wird, sie ist vor allem im Zentrum und im Süden des Landes präsent, speziell in den Städten Cotonou, Porto-Novo und Abomey.

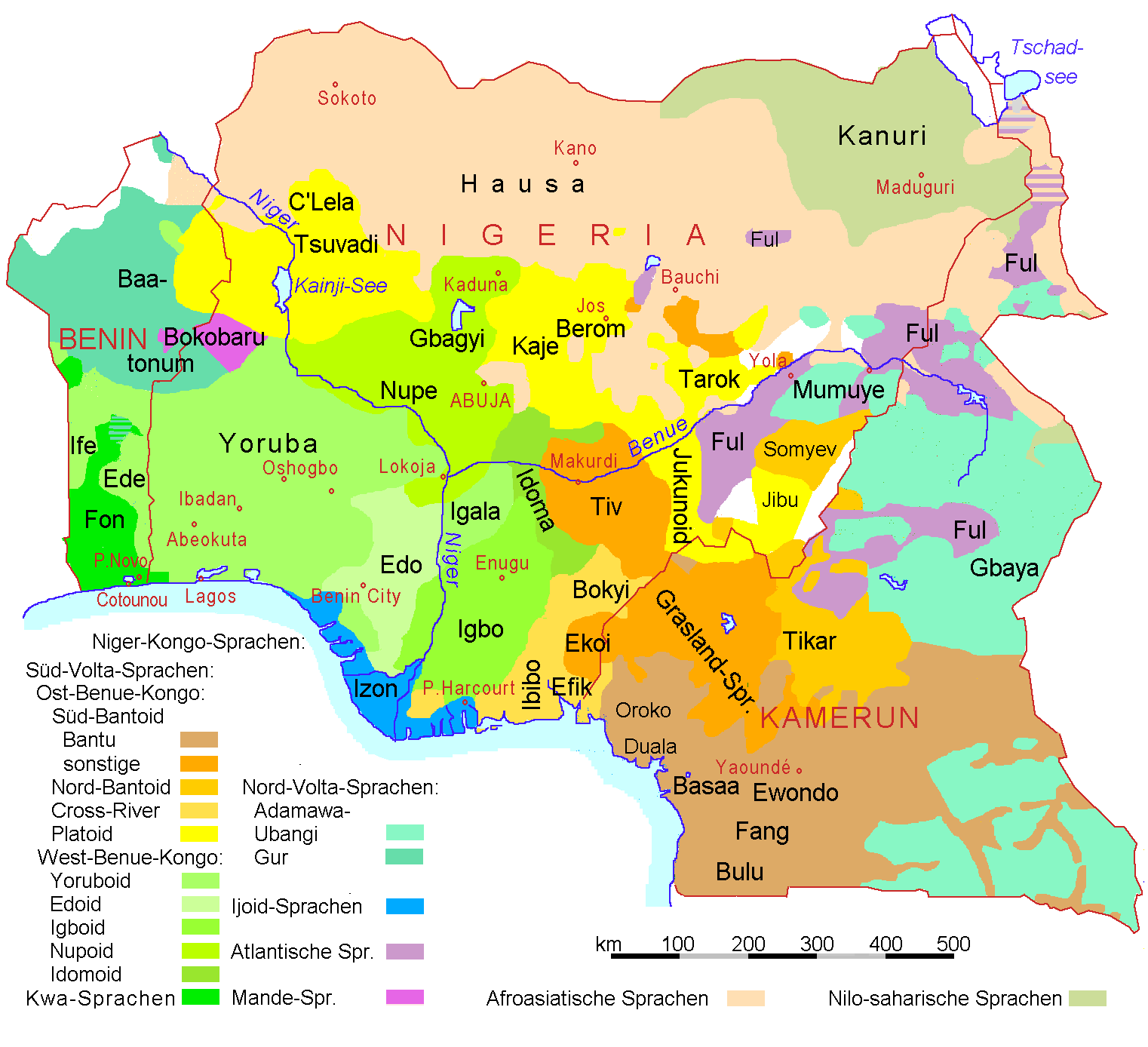
Verteilung der Sprachen in Benin (links)

| Anteil | Sprache                   | Verbreitung       |
| ------ | ------------------------- | ----------------- |
| 26 %   | Fongbe                    | Zentrum und Süden |
| 14 %   | Yoruba                    | Süden             |
| 13 %   | Baatonum                  | Nord              |
| 12 %   | Gungbé                    | Süden             |
| 11 %   | Adja-gbé, xlagbé, guingbé | Süden             |
| 8 %    | Ayizo-Gbe                 | Süden             |
| 5 %    | Ditamari                  | Nord              |
| 4 %    | Tem                       | Nord              |
| 3 %    | Dendi                     | Nord              |
| 2 %    | Peul, Haussa              | Nord              |
|        | Nagô                      | Zentrum           |
|        | Tofin-gbe                 | Süden             |
|        | Toli-Gbe                  | Süden             |
|        | Ede-Idaasha               | Zentrum und Süden |
|        | Yom                       | Nordwesten        |
|        | Waama                     | Nord              |
|        | Nateni                    |                   |
|        | Fulfulde                  |                   |
|        | Biali                     |                   |
|        | Lekpa                     | Nordwesten        |
|        | Mbelime                   |                   |
|        | Foodo                     | Nordwesten        |
|        | Anii                      |                   |